# Ich bin Du, und Du bist ich
Ich bin Du, und Du bist ich ist eine US-amerikanische Fernsehkomödie aus dem Jahr 1999.

## Handlung
Sara und ihr Ehemann, der Footballer Dan, machen gerade eine Ehekrise durch. Beide unterschätzen dabei jeweils den Aufgabenbereich des anderen und wünschen sich mehr Anerkennung. Als Dan der neue Quarterback der Saints wird, muss die Familie nach New Orleans umziehen, wo sie fortan ein altes leicht verfallenes Herrenhaus bewohnt. Auf dem Dachboden finden die Kinder Annette und Clark alte Voodooutensilien, die einst der Vorbesitzerin Tante Fanny gehörten. Selbstverständlich wollen sie die Ehe der Eltern retten, weswegen sie die Zaubersachen ausprobieren. Doch entgegen der Enttäuschung, dass sie womöglich nicht wirkten, erwachen Sara und Dan am nächsten Morgen jeweils im Körper des Anderen.
Das hat zur Folge, dass sich jeder der beiden nun mit dem Leben des anderen und den sich daraus ergebenden Problemen herumschlagen muss. Im Laufe der Zeit, weil sie mehr denn je auf den Rat und die Unterstützung des Partners angewiesen sind, kommen sie sich näher, und lernen den anderen zu verstehen und zu respektieren. Sie streiten nicht mehr so viel und gehen liebevoller miteinander um, ganz so wie sich die Kinder das vorgestellt hatten. Wenn nur nicht der falsche Körper wäre! Die Kinder beichten schließlich ihre Zauberei. Durch eine erneute Zaubersitzung wird nun versucht, die Persönlichkeiten wieder zu tauschen. Zunächst scheint der Versuch misslungen. Erst als sich die Eltern ihre wiedergefundene Liebe gestehen und sich küssen, ist der ganze Spuk vorbei. Nicht so ihre Probleme, denn Dan hat ein entscheidendes Footballspiel vor sich, und Sara ist hochschwanger, und jeder der beiden muss sich erst wieder an seinen eigenen Körper gewöhnen. Doch alles wendet sich zum Guten. Das Spiel wird gewonnen, Sara bringt ein gesundes Kind zur Welt und alle sind zufrieden.

## Kritik
„Fantasy-Märchen, das den Rollentausch zwar im üblichen Rahmen darbietet, die Geschichte aber nutzt, um Geschlechterklischees auf amüsante Weise zu hinterfragen und familiäre Strukturen in Frage zu stellen.“

„Ex-Regiestar Peter Bogdanovich (‚Die letzte Vorstellung‘, ‚Is’ was, Doc?‘) gelang ein flotter Mix aus Fantasyjux und Familiendrama. […] Herziger Fantasyspaß mit ernstem Unterton.“

## Veröffentlichung
Der Film wurde zum ersten Mal am 24. Januar 1999 auf dem US-amerikanischen Fernsehsender ABC ausgestrahlt. Die deutschsprachige Erstausstrahlung war am 5. November 2000 auf RTL.

## Synchronisation
Die deutsche Synchronisation wurde von der Firma Lingua Film GmbH in München erstellt. Dialogregie führte Benedikt Rabanus nach dem Dialogbuch von Stefan Sidak.